# Algieria na Letnich Igrzyskach Olimpijskich Młodzieży 2010
Algierię na Letnich Igrzyskach Olimpijskich Młodzieży 2010 w Singapurze reprezentowało 21 sportowców w 10 dyscyplinach.

## Skład kadry

### Badminton
- Mohamed Abderahim Belarbi - 4. miejsce w fazie grupowej

### Gimnastyka
Chłopcy:
- Naimi Mechkour - 39. miejsce w kwalifikacjach

Dziewczęta:
- Nardjes Terkmane - 42. miejsce w kwalifikacjach

### Jeździectwo
- Zakaria Hamici - 20. miejsce

### Judo
- Sana Khelifi

### Lekkoatletyka
Chłopcy:
- Amin Cheniti - bieg na 3000 m - 14. miejsce w finale
- Sofiane Amour - bieg na 400 m przez płotki - 13. miejsce w finale
- Bilal Tabti - bieg na 2000 m z przeszkodami - 4. miejsce w finale
- Tewfik Yesref - chód na 10 000 m - 6. miejsce w finale

Dziewczęta:
- Nabila Madoui - bieg na 2000 m z przeszkodami - 13. miejsce w finale
- Zouina Benamsili - chód na 5 000 m - nie ukończyła

### Pływanie
- Oussama Sahnoune
  - 50 m st. dowolnym - 15. miejsce w półfinale
  - 100 m st. dowolnym - 26. miejsce w kwalifikacjach
- Amel Melih
  - 50 m st. dowolnym - 32. miejsce w kwalifikacjach
  - 100 m st. grzbietowym - 16. miejsce w półfinale

### Podnoszenie ciężarów
- Housseyn Fardjallah - kategoria 69 kg

### Tenis stołowy
- Islem Laid

### Zapasy

#### Styl dowolny
- Mohamed Boudraa
- Sabrina Azzouz

#### Styl klasyczny
- Amine Boughazi
- Abdel Krim Ouakali

### Żeglarstwo
- Omar Bouabdallah
- Lamia Feriel Hammiche